# Holi
Holi, també anomenat la Festa dels Colors, és una festivitat primaveral celebrada per hindús, sikhs i altres. Es pot trobar principalment a l'Índia, el Nepal, Sri Lanka i en països amb una important població d'indis, com Surinam, Guyana, Sud-àfrica, Trinitat i Tobago, el Regne Unit, els Estats Units, Maurici i Fiji.

## Orígens i significat
El Holi, també conegut com la Festa dels Colors i la Festa de l'Amor, és una antiga festa religiosa hindú que s'ha tornat molt popular entre els no hindús en moltes parts del sud d'Àsia, així com entre persones d'altres comunitats (en els últims temps s'ha popularitzat especialment en determinades parts d'Europa i de l'Amèrica del Nord).

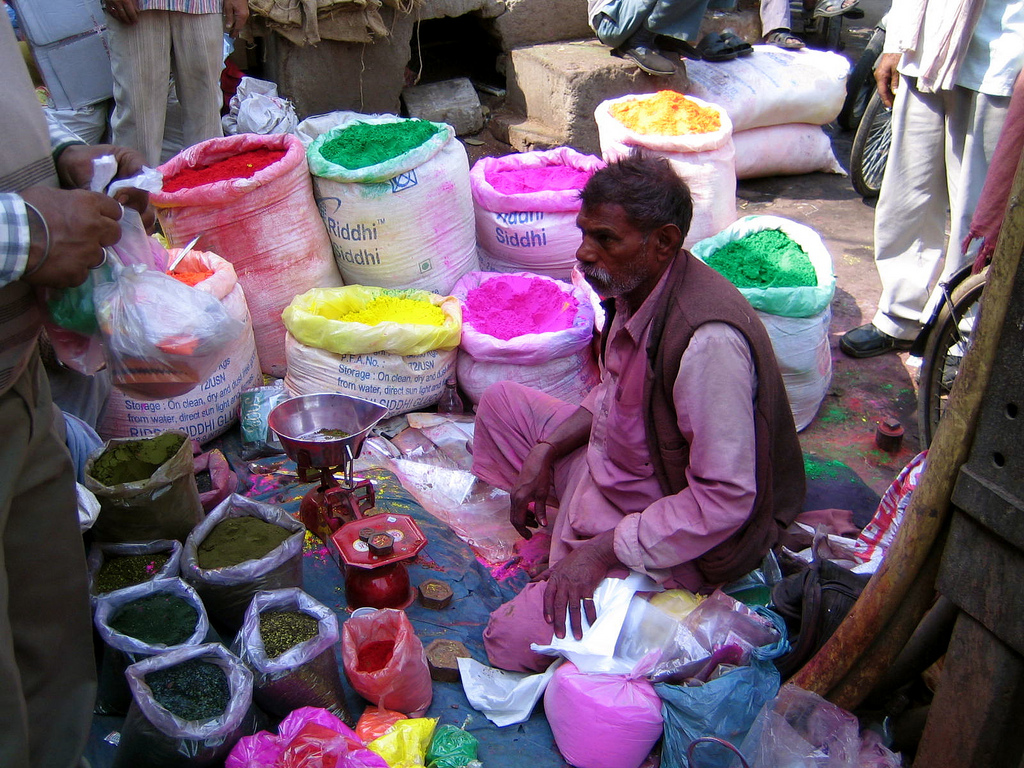
Comerciant venent pigments de colors per a la festa

Aquesta festivitat també té un altre significat cultural: és la festa en què cada individu es pot alliberar dels errors del passat, oblidar i perdonar. Aquest dia, la gent paga o perdona els deutes o reprèn el contacte amb altres persones. La festa marca l'inici de la primavera.

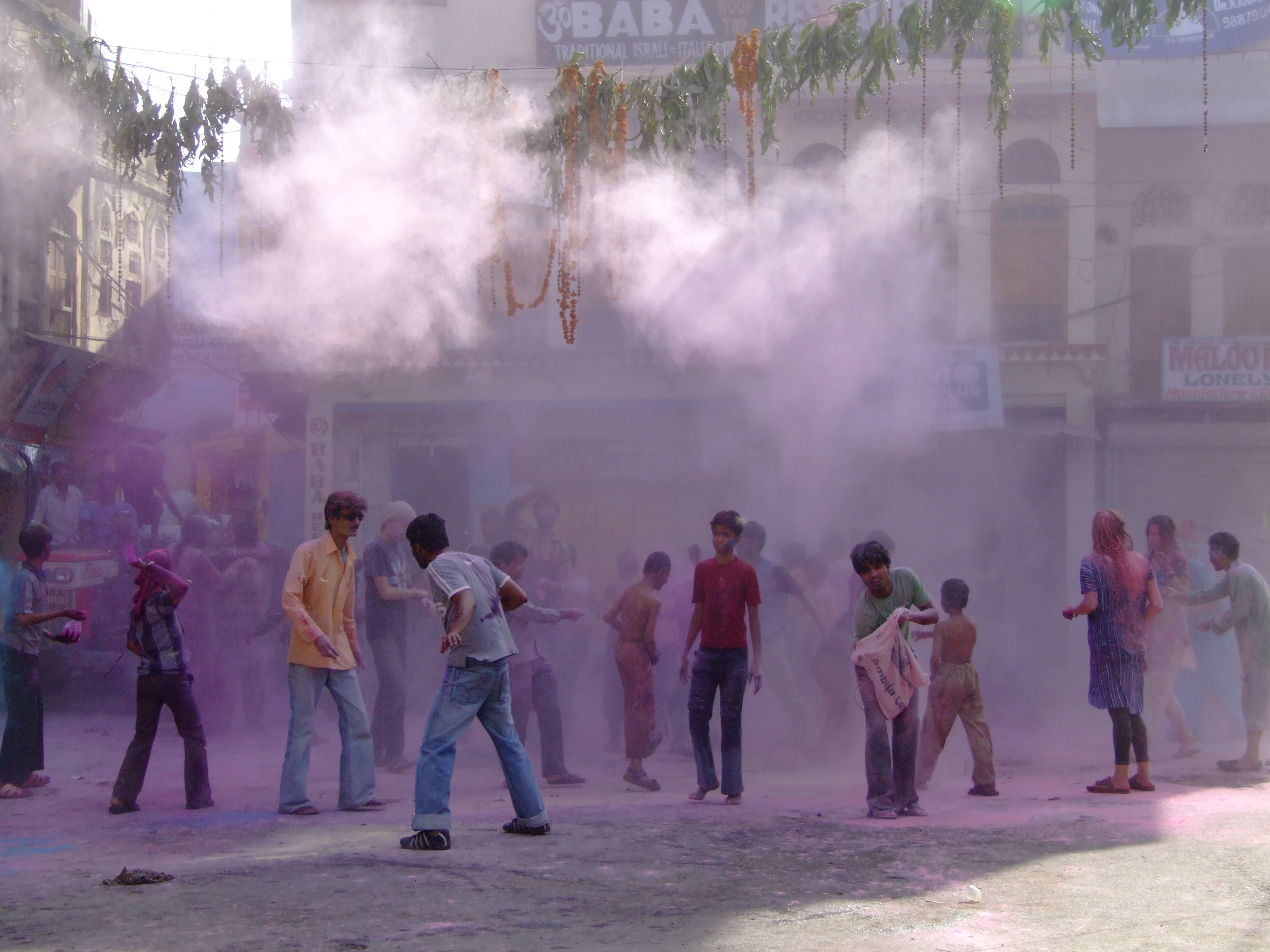
Celebració del Holi a la ciutat de Pushkar el 2008